# Дървесина
Дървесината или дървеният материал е материал, получаван от стъблата и клоните на дърветата и другите дървесни растения.
Сухата дървесина се състои от влакна от целулоза (40%–50%) и хемицелулоза (15%–25%), свързани заедно с лигнин (15%–30%). Включва вторичните ксилемни тъкани на дърветата. Тя е хигроскопичен материал, изграден от клетки и притежаващ анизотропен строеж и свойства.
Дървесната тъкан поддържа растенията, позволявайки им да стоят изправени и да достигат значителни размери и поради това тя има добри механични и якостни свойства. Тя е естествен композит, в който целулозните влакна имат добра опънна якост, а свързващия ги лигнин е устойчив на натиск. Тези свойства правят дървесината изключително подходящ материал за изработка на различни конструкции, най-вече в обзавеждането и строителството. Друго традиционно приложение на дървения материал е използването му като гориво. Дървесината с нарушена структура и превърната във влакна се нарича пулп, който след това може да се преработи в хартия.
Общото количество на дървения материал на Земята се оценява на около 1 трилион тона, а прирастът му е около 10 милиарда тона годишно.

## Структура

### Мека и твърда дървесина
Дървесината е хетерогенен, хигроскопичен и анизотропен материал. Състои се от органични клетки, чиито стени са изградени от микровлакна от целулоза (40 – 50%) и хемицелулоза (15 – 25%), разположени в среда от лигнин (15 – 30%).
При меката дървесина, която се получава от иглолистни дървета, клетките са главно от един вид – трахеиди, в резултат на което материалът е с много по-хомогенна структура, отколкото при твърдата дървесина.
Структурата на твърдата дървесина е по-сложна. При нея водата преминава по специални канали – в някои случаи (дъб, кестен, ясен) те са доста големи и отчетливи, докато в други (див кестен, топола, върба) са твърде малки, за да се видят с просто око. Такава дървесина обикновено се разделя на две групи – пръстенопорьозна и дифузнопорьозна.
При пръстенопорьозните видове, като ясен, каталпа, кестен, бряст, черница или дъб, по-големите канали са разположени в образуваната през пролетта част на растежните пръстени, създавайки зона с отворена и пореста тъкан. Останалата част от пръстена, образувана през лятото, включва по-малки канали и значително повече дървесни влакна и съответно е по-здрава. При дифузнопорьозната дървесина всички канали са със сходни размери и водопропускливостта е равномерно разпределена в целия растежен пръстен. Примери за дифузнопорьозни видове са елша, бреза, див кестен, явор, върба и топола. Някои видове, като орех и череша, са на границата между двете групи.
Наименованията мека и твърда дървесина са донякъде подвеждащи, тъй като твърдата дървесина невинаги е по-твърда от меката. Така дървеният материал от широколистния вид балса е значително по-мек от масовата мека дървесина. И обратното – някои иглолистни видове, като обикновения тис, имат дървесина, по-твърда от тази на много широколистни видове.

### Годишни пръстени
Дървесината се образува в дърветата при техния растеж – те увеличават диаметъра си чрез образуване на нови слоеве между старата дървесина и вътрешната кора. Тези нови дървесни пластове обвиват цялото стебло, живите клони и корените и са резултат от вторичен растеж – деление на клетките от камбия и последващото нарастване на новообразуваните клетки.
В географските области с ясно разграничени сезони, нарастването протича неравномерно в рамките на годината – по-бързо през благоприятните сезони и по-бавно през неблагоприятните. Тази цикличност на растежа води до видима разлика между дървесината образувана през различните сезони, т.нар. растежни пръстени, които се виждат най-добре в напречен разрез на стъблото или клон на дървото. Когато сезонния цикъл е годишен, както е в България, пръстените се наричат годишни. В райони, където няма обособени сезони, растежни пръстени липсват или са трудно различими. Това е характерно за тропичните дървесни видове.
Ако има разлики в растежния пръстен, тогава частта, която се намира по-близо до центъра на ствола, формирана в началото на растежния сезон, когато нарастването е сравнително бързо, обикновено е съставена от по-широки проводящи елементи. Тя е по-светла от тази, която е от външната част на пръстена и е известна като ранна дървесина. Външната част се формира по-късно през сезона и е известна като късна дървесина или още лятна дървесина.

### Чепове
Чеповете са основи на клони, израстващи от съответното стебло или по-голям клон, или скрити пъпки. Основите на клони имат конична форма, а върхът им е разположен на мястото на камбия на стъблото по времето, когато клонът се е образувал като пъпка.
Чеповете представляват нерегулярности в структурата на дървесината, които оказват влияние, обикновено неблагоприятно, върху нейните технически характеристики, но могат да бъдат използвани за създаване на естетически ефект. На повърхността на надлъжно разбичена дъска чепът изглежда като приблизително кръгло, обикновено по-тъмно, парче дървесина, около което се извиват влакната на основната дървесна маса. В чепа направлението на влакната е косо до перпендикулярно на направлението на влакната на основната дървесина около него.
По време на развитието на дървото ниските клони често умират, но може да останат за известно време, понякога с години. Следващите пластове на растежа на стъблото вече не са напълно свързани с мъртвия клон, а го заобикалят. По този начин опадалите мъртви клони създават чепове, които не са добре свързани с основния материал и често изпадат при разбичването на стъблото на дъски. При дървесината, използвана за конструктивни цели, чеповете се класифицират по форма, размер, изявеност и сцепление към основния материал. Сцеплението зависи, наред с други фактори, от времето, през което клонът е бил мъртъв, докато стъблото е продължавало да расте.
Чеповете оказват силно влияние върху напукването и измятането, леснотата на обработка и издръжливостта на дървесината. Те са дефект, който отслабва материала и намалява стойността му за конструктивни приложения, при които якостта е основен фактор. Конструктивното отслабване е много по-съществено, когато дървесината е подложена на напрежения, напречни на влакната и/или на опън, и с по-малко значение при усилия, успоредни на влакната и/или при натиск.
Степента, в която чеповете влияят на носимоспособността на дадена греда, зависи от тяхното разположение, размер, брой и състояние. При проста греда, подложена на гравитационно натоварване, чеп в горната част на гредата е подложен на натиск, а такъв в долната част – на опън. Ако чепът е напукан, което се случва често, съпротивлението му на опън е незначително. От друга страна, малки чепове, разположени около неутралната равнина на гредата, могат дори да увеличат нейната носимоспособност, предотвратявайки надлъжното срязване. Чеповете в дъски или талпи са по-малко увреждащи, когато ги пресичат перпендикулярно на широката им страна. Чепове, в краищата на греди, не ги отслабват значително, както и тези в средната четвърт от височината на гредата.
Чеповете невинаги оказват влияние върху коравината на дървените конструкции, като това зависи от техния размер и разположение. Коравината и еластичното съпротивление зависят в по-голяма степен от общите качества на дървесината, отколкото от локални дефекти, но крайното съпротивление често се определя именно от дефектите.
При някои декоративни приложения чеповете в дървесината са желателен ефект. В същото време, когато детайлите от дървесина са боядисани, като при первази, дограма или мебели, смолите от вътрешността на дървесината могат да продължат да избиват през чеповете месеци и дори години след боядисването, образувайки жълтеникави или кафеникави петна. За намаляване на този ефект се използват специални основи за чепове, но пълното му преодоляване е трудно, особено при изкуствено изсушаван дървен материал.

### Сърцевина и беловина
При някои дървесни видове освен растежните пръстени се наблюдават и две обособени в напречно направление области – сърцевина (нарича се още ядрова дървесина) и беловина.
Сърцевината е дървесина, придобила повишена устойчивост към гниене в резултат на процеса тилоза, отлагане в дървесината на определени химични вещества. Според някои автори след приключване на процеса на тилоза дървесината умира, докато други оспорват това. Сърцевината обикновено следва формата на растежните пръстени и понякога е много по-тъмна от живата дървесина (беловина), но в някои случаи двете зони са трудноразличими. В същото време други процеси, като гниенето, могат да изменят по сходен начин цвета на дървесината дори при дървета, които не образуват сърцевина.
Беловината е по-млада дървесина, разположена по-близо до външната повърхност на стъблото. В живите дървета нейната основна функция е да придвижва вода от корените към листата, както и да съхранява или отдава, в зависимост от сезона, резервите, подготвяни в листата. Цялата дървесина първоначално се образува като беловина. Колкото повече листа има дървото и колкото по-бързо расте, от толкова по-голямо количество беловина има нужда. По тази причина бързорастящите в открита местност дървета имат относително по-широка част беловина в сравнение с подобни дървета, растящи в гъста гора. Понякога в открити местности дърветата от видове, образуващи сърцевина, могат да достигнат значителен размер, 30 cm и повече в диаметър, преди в тях да започне образуването на сърцевина.
Някои видове започват да образуват сърцевина на много ранна възраст, поддържайки съвсем тънък пласт от беловина, докато при други промяната настъпва бавно. Тънката беловина е характерна за дървета като кестен, бяла акация, черница, маклура, докато при явор, пекан, ясен, копривка, бук, бор беловината обикновено е дебела.
Няма пряка връзка между растежните пръстени и количеството беловина. В рамките на даден вид площта на беловината в сечение е приблизително пропорционална на размера на короната на дървото. Ако пръстените са тесни, има нужда от повече от тях, отколкото ако са широки. С напредването на растежа на дървото, беловината или трябва да стане по-тънка, или да увеличи общия си обем. Като цяло тя е по-дебела в горните части на стъблото, тъй като възрастта и диаметъра там са по-малки, отколкото при основата.

## Свойства

### Механични свойства
Основна характеристика на дървесината, която може да се използва като индикатор за нейното качество, е плътността. С нея са свързани както якостта на дървения материал, така и количеството пулп, който може да се извлече от него. Например, махагонът има средна плътност и е подходящ за изработка на мебели, докато балсата е лека и често се използва за макети. При изсушаването на материала, неговата плътност нараства, като най-ниски са нейните стойности за водонаситена дървесина.
Плътността на дървения материал се определя от множество фактори, свързани с растежа и физиологията на дървото. Сред тях са възрастта, диаметъра, височината, радиалният растеж, географското местоположение и местните условия, грижите за дървото и източникът на семената. Вариациите в плътността в различни части на едно и също дърво често са сходни и дори по-големи, отколкото между различни дървета. Вариациите в рамките на даден ствол могат да се наблюдават както в надлъжно, така и в напречно направление.
Някои експерименти със силно смолисти борови и смърчови образци показват, че смолата увеличава якостта на изсушения материал. Такава дървесина е много устойчива на гниене и термити, но е силно запалима.

### Цвят
Необичайното оцветяване на дървесината често е свързано със заболявания на дървото, които могат да нарушат механичната му здравина.
При видове с обособена беловина и сърцевина, цветът на сърцевината обикновено е по-тъмен, като контрастът често е силен. Разликата в цвета не е свързана с разлика в механичните характеристики на материала.